# Gameleira
Gameleira designa diversas árvores da família das moráceas, especialmente as do gênero Ficus, com madeira utilizada para a confecção de gamelas e objetos domésticos. Além disso, pode remeter mais especificamente às seguintes espécies de árvores:
- Coajinguva (Ficus insipida)
- Gameleira-branca (Ficus doliaria)
- Clusia burchelli, da família das gutíferas, nativa do Brasil (Maranhão), de folhas coriáceas, flores róseas, em cimeiras e drupas piriformes.

## Características
A maior gameleira do Brasil, também chamada de figueira, é a Ficus enormis. A Ficus doliaria (gameleira-branca ou guaporé), assim como a Ficus vermifuga (gameleira-brava), segregam látex de propriedades anti-helmínticas. Uma das espécies de gameleira é trepadeira quando nova, podendo desenvolver-se sobre outras árvores. 
A gameleira também é chamada de iroko, sendo suas folhas utilizadas no preparo de água sagrada nos rituais da cultura afro-brasileira.